# Deutsches Reisebüro
Das DER Deutsches Reisebüro GmbH & Co. OHG (kurz DER) ist ein Unternehmen der Touristikbranche mit Sitz in Frankfurt am Main. Das 1917 in Berlin als „Mitteleuropäisches Reisebüro“ gegründete Unternehmen wurde nach dem Zweiten Weltkrieg in Deutsches Reisebüro umbenannt. Seit 2000 gehört es zur Rewe Group und ist eines der führenden deutschen Touristikunternehmen.

## Geschichte bis 1945

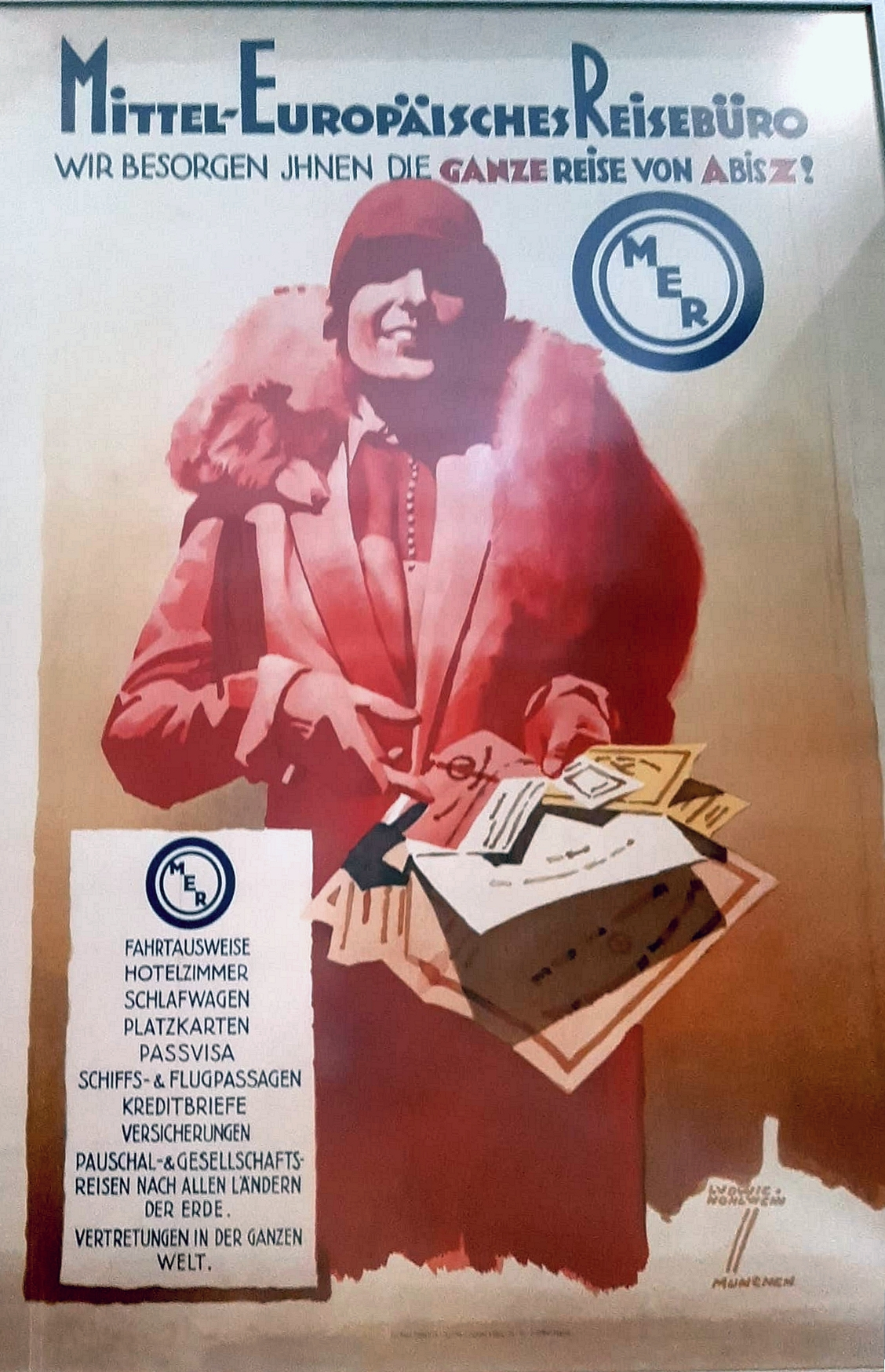
Werbeplakat Mittel-Europäisches Reisebüro MER (Ludwig Hohlwein, 1928)

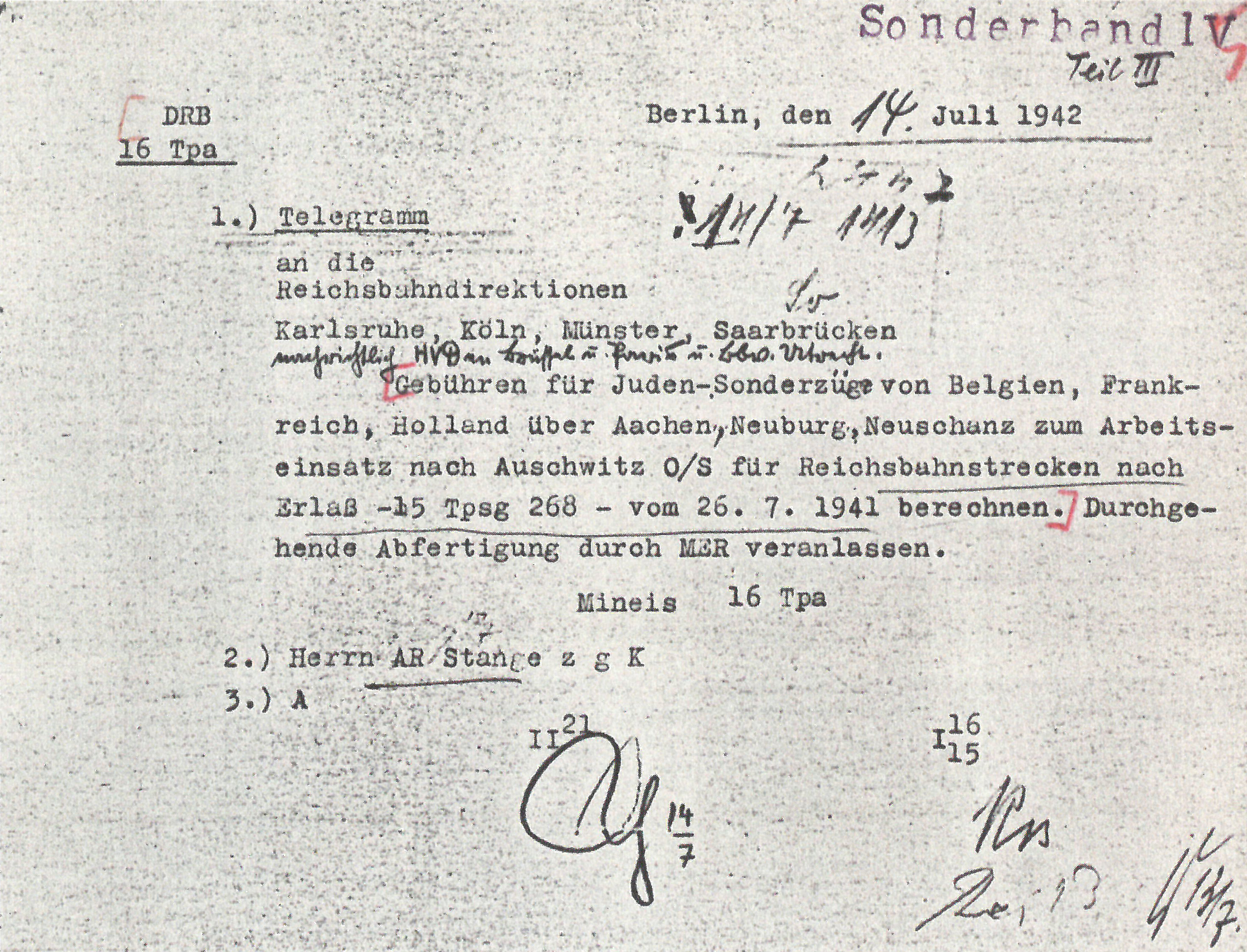
Telegramm zur Gebührenregelung für Juden-Sonderzüge aus Belgien, Frankreich und Holland nach Auschwitz mit der Aufforderung, die durchgehende Abfertigung durch das Mitteleuropäische Reisebüro zu veranlassen.

Gegründet im Jahr 1917 durch die Staatsbahnen der deutschen Länder (Beteiligung von 50,1 %) – letztere besaßen vor Gründung der Deutschen Reichsbahn im Jahr 1920 das Eigentum an den Eisenbahnen –, durch die HAPAG und den Norddeutschen Lloyd wurde das Unternehmen nur ein Jahr darauf im Zuge des Beitritts weiterer Gesellschafter, insbesondere des Österreichischen Verkehrsbüros sowie der Ungarischen Staatsbahnen, in Mitteleuropäisches Reisebüro (MER) umbenannt. 1926 erfolgte die Gründung der ersten Tochtergesellschaft in New York. Später kamen Filialen in Cleveland, Los Angeles und Chicago hinzu. 1929 wurde in München die ADAC-Reise- und Wirtschaftsdienste GmbH gegründet. Ende der 1920er Jahre hatte die Expansion des MER umfangreiche Ausmaße angenommen. Mit 1.000 Vertretungen, davon drei Viertel im Ausland (u. a. in Paris, London und Rom), hatte sich das Unternehmen zu einem international anerkannten Reiseveranstalter entwickelt.
1936 zog das Mitteleuropäische Reisebüro in das neue Direktionsgebäude, das ehemalige Palast-Hotel, am Leipziger Platz 18/19 in Berlin.
Das MER organisierte auch die Reisen der nationalsozialistischen Organisation Kraft durch Freude (KdF): Bereits im Jahr 1934 wurden über KdF-Programme 80.000 Urlauber als Passagiere nach Madeira befördert, 1937 waren es bereits 150.000 Reiseteilnehmer. Zudem wurden erstmals Flugpauschalreisen ins Reiseprogramm aufgenommen. Infolge der Bewirtschaftung durch Devisen war das Auslandsreisegeschäft jedoch beschränkt. Mit Kriegsbeginn besaß das MER 17 eigene Filialen in Berlin, Frankfurt, Heidelberg, Köln, Wien, Linz, London, Paris, Rom, Mailand, New York, Los Angeles und Buenos Aires.
Des Weiteren war das Unternehmen auch am Holocaust, der nationalsozialistischen Judenvernichtung, beteiligt: Wie aus einer entsprechenden Anweisung der Reichsbahn aus dem Jahr 1942 hervorgeht, waren die Kosten für die Deportationen der Juden aus den Niederlanden, Belgien und Frankreich nach Auschwitz an das Mitteleuropäische Reisebüro zu bezahlen.
Am 23. November 1943 wurde das Direktionsgebäude des MER am Leipziger Platz in Berlin durch einen Bombenangriff zerstört. Mit Kriegsende wurden durch Beschluss des Alliierten Kontrollrates alle ausländischen Vertretungen und Filialen des MER enteignet und das Unternehmen wieder in Deutsches Reisebüro umbenannt. Als weitere Auflage kam hinzu, dass das DER bis 1954 keine weiteren Filialen eröffnen und hinzukaufen durfte.
Die DER Touristik Group beauftragte das Kölner Geschichtsbüro Reder, Roeseling & Prüfer mit der Untersuchung des Unternehmens in der NS-Zeit. Das Ergebnis liegt seit 2017 vor, von einer Veröffentlichung wurde jedoch abgesehen. Die Begründung des Unternehmens war, die Untersuchung habe der „Selbstvergewisserung“ dienen sollen und sei nicht für die Öffentlichkeit gedacht gewesen.

## Geschichte des Reisebüros in Groß-Berlin und in der SBZ/DDR

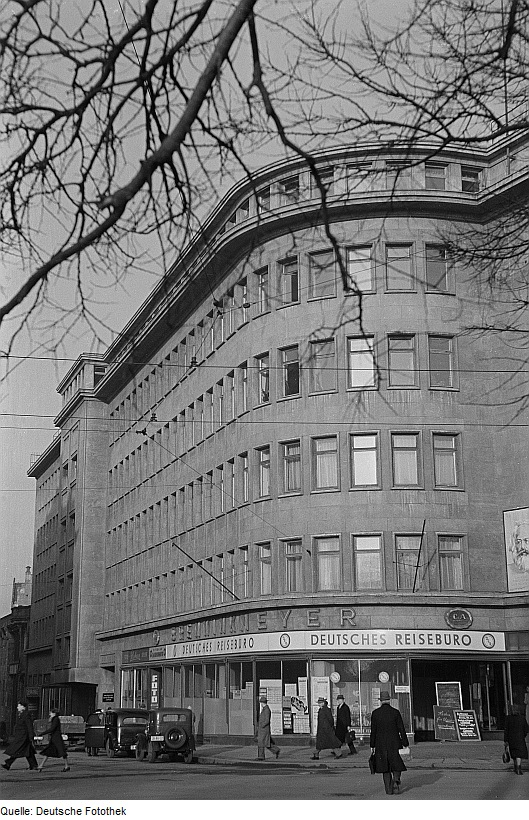
Deutsches Reisebüro Filiale im Merkurhaus in Leipzig (1954)

Als Rechtsnachfolger des Reisebüros MER/DER verstand sich das, welches nach Kriegsende in Groß-Berlin und in der Sowjetischen Besatzungszone Deutschlands seinen Wirkungskreis hatte und ab 1964 unter dem Namen Reisebüro der DDR firmierte. Das Reisebüro der DDR war Mitglied des Internationalen Fachverbandes der Reisebüros (FIAV) mit Sitz in Brüssel. Die DDR-Nachrichtenagentur ADN sprach bereits im November 1960 in ihrer Meldung über die Beteiligung des DER an den Arbeiten der FIAV (Fédération Internationale des Agences de Voyages) als „aktives Mitglied“ namentlich vom Reisebüro der DDR, verwendete jedoch dabei das bekannte Reisebüro-Kürzel „DER“.
Die Pressestelle des DDR-Ministeriums für Verkehrswesen informierte vier Jahre später durch ADN:
„…  mit Wirkung vom 1. Januar 1964 (ist) das Reisebüro der Deutschen Demokratischen Republik gebildet worden“ und erklärte:

„Das Reisebüro der DDR ist Rechtsnachfolger des Deutschen Reisebüros (DER) und nimmt dessen bisherige Rechte und Pflichten auf dem Gebiet der nationalen und internationalen Touristik wahr.“

Das Logo „DER im Kreis“ verschwand ab 1964 an bzw. aus den Schaufenstern der bisherigen Reisebüros in der DDR, die in das Reisebüro der DDR eingegliedert wurden.
Das Reisebüro der DDR gehörte zu den Gründungsmitgliedern der 1967 gebildeten Weltorganisation der Reisebüro-Verbände, namens Universal Federation of Travel Agents Associations/UFTAA.
Mitte Juli 1945 hatte die „Mitteleuropäische Reisebüro G.m.b.H.“ (MER) in Groß-Berlin erneut ihre Geschäftstätigkeit aufgenommen, jetzt mit dem Verkauf von amtlichen Fahrkarten, insbesondere von der Deutschen Reichsbahn, z. B. im Ostsektor Berlins in der MER-Reisebürofiliale 5, die in Berlins Mitte „Unter den Linden 40“ saß und später in die Charlottenstraße Nr. 45 umzog. Im November 1946 gab es eine Pressemeldung, in der es hieß:

„Das bekannte Mitteleuropäische Reisebüro erhielt von dem Koordinierungsausschuss, des Alliierten Kontrollrates die Anordnung, sich nur auf Geschäfte eines Reisebüros innerhalb Deutschlands zu beschränken. Die Bezeichnung Mitteleuropäisches Reisebüro wird durch Deutsches Reisebüro ersetzt.“

Durch Beschluss der Gesellschafter vom 7. Februar 1947 wurde der Gesellschaftsvertrag der GmbH entsprechend aktualisiert. Als Gegenstand des Unternehmens wurde „nunmehr die Errichtung und der Betrieb von Reisebüros im Inland zur Hebung des Reiseverkehrs in und mit Deutschland sowie der Betrieb aller im Zusammenhang damit stehenden Geschäfte und Unternehmungen in Deutschland“ festgelegt. Als Reiseziele hatte das Deutsche Reisebüro (DER) in der Nachkriegszeit Reiseziele vorgesehen, die in einer Tagesreise von Berlin aus erreichbar waren mit der Begründung: „14 Tage Urlaub lassen unter den heutigen Verhältnissen keine größeren Fernfahrten mehr zu.“ Zur Geschäftstätigkeit gehörte auch, dass die „DER-Vertretungen Groß-Berlins […] an Inhabern der amtlichen Messeausweise die Fahrkarten für die Sonderzüge zur Leipziger Frühjahrsmesse [verkauften].“
Das DER führte 1956 zur Leipziger Frühjahrsmesse von Berlin aus einen „ständigen Autobusverkehr“ durch und die Reisenden erhielten „in den Leipziger DER-Zweigstellen ermäßigte Rückfahrkarten“ gegen „Vorlage des Hinfahrtscheines“. Das Reisebüro DER besaß als Werbemittel ein besonders Signet, insbesondere für die Wiedererkennung durch die Kunden. Es orientierte sich bei der typografischen Gestaltung am Signet des 1918 im Berliner Handelsregister eingetragenen Mitteleuropäischen Reisebüros, abgekürzt MER, mit dem in schwarzer Farbe unterschiedlich kräftig gestalteten Außen- und Innenkreis. Die Abkürzung DER wurde ebenfalls in fetten Großbuchstaben serifenlos abgebildet und war treppenförmig – von links oben nach rechts unten – im Feld des Innenkreises angeordnet. Das DER-Signet wurde beispielsweise auf dem Umschlag der Broschüre „Hotelführer“ der DDR, Ausgabe 1957, aufgedruckt.
Das Reisebüro der DDR führte mehrere Hotels, u. a. in Berlin das Hotel Newa, Invalidenstraße 115 (1912 als Danziger Hof eröffnet, später Hotel Nordland; nach 1945 Hotel Newa; bis in die 1970er Jahre Intourist, danach Reisebüro der DDR), in Potsdam das Hotel Schloß Cecilienhof, Neuer Garten (ab 1960) und – auch in Potsdam – das Hotel am Jägertor, Hegelallee 11.
Ab 1949 wurden die DER-Filialen in der SBZ/DDR zentral verwaltet.
Die Tageszeitung Neue Zeit informierte 1950:

„Das DER, das aus dem früheren MER hervorgegangen ist und nach 1945 ganz bescheiden angefangen hat, ist heute mit seinen 64 Vertretungen in der DDR bereits wieder der wichtigste Träger des Kundendienstes am Reisenden.“

## Geschichte des Reisebüros in West-Berlin und in Westdeutschland
Die Direktion von DER Deutsches Reisebüro GmbH hatte in der Viersektorenstadt Berlin ihren Sitz in einem Gebäude am Schöneberger Ufer (also im Westteil). In den Westsektoren befanden sich die Zweigstellen DER 10 (Steglitz), DER 11 (Kurfürstendamm) und DER 20 (Zehlendorf).
Diese Zentrale wurde während der Zweistaatlichkeit Deutschlands nach Frankfurt am Main verlagert. Nach der politischen Wende in der ehemaligen DDR hatte die Frankfurter Geschäftsführung des DER Beziehungen zum Reisebüro der DDR aufgenommen. DER-Mitarbeiter stellten ihre Erfahrungen dem DDR-Reiseunternehmen zur Verfügung, beispielsweise gab es Schulungsprogramme für die Mitarbeitenden. Das DER beabsichtigte ursprünglich, Teile des ehemaligen DDR-Reisebüros zu übernehmen. Die Treuhandanstalt hatte jedoch nach der Deutschen Wiedervereinigung die Nachfolgerin des Reisebüros der DDR, die Europäische Reisebüro ERB-Reisedienst GmbH, mit Zustimmung des Bundeskartellamtes an die damalige Kaufhof-Tochter ITS-Länder-Reisedienste GmbH in Köln verkauft.

## Marken und verbundene Unternehmen

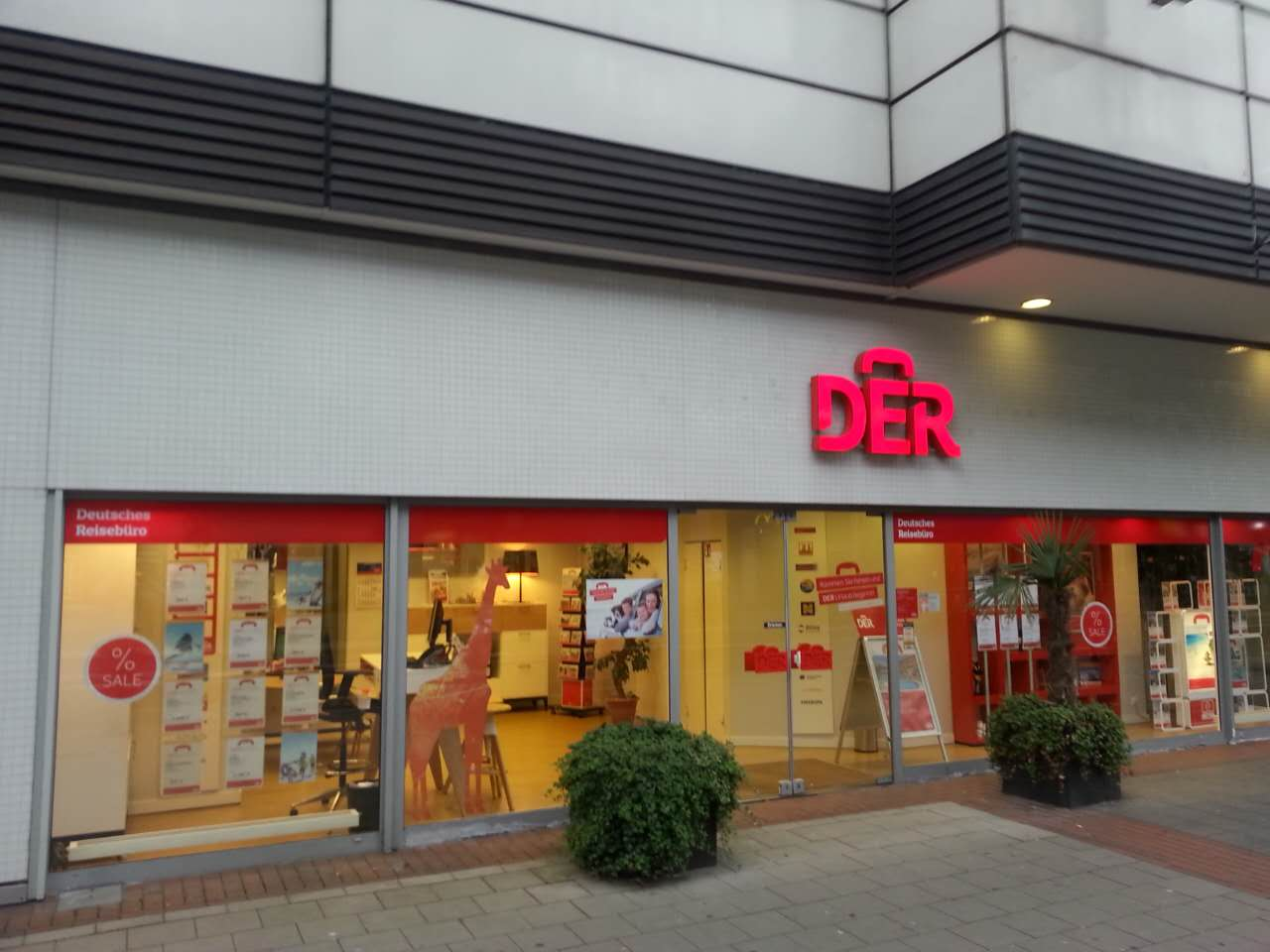
DER Reisebüro

Die Veranstaltermarken Dertour (Eigenschreibweise DERTOUR), Meiers Weltreisen und ADAC Reisen gehören zur DER.
Zum Reisebürovertrieb gehören 766 Kettenreisebüros (DER Reisebüro, DER Touristik Partner-Service, DER Business Travel), über 560 Franchise-Nehmer (Derpart und DER Touristik Partner-Service Franchise) und über 1500 rechtlich selbstständige Reisebüros (zusammengeschlossen in den Kooperationen TourContact, Deutscher Reisering, RCE/ProTours). Alle Reisebüros treten unter einem eigenen Namen auf. DER Reisebüros bieten das gesamte Sortiment der großen Reiseveranstalter an und reicht von Urlaubsreisen, Flug-, Schiff- und Bahntickets über individuell ausgearbeitete Reisen bis zu Eintrittskarten und Reiseversicherungen.